# Klainedoxa
Klainedoxa é um género botânico pertencente à família Irvingiaceae.

## Espécies
Apresenta 24 espécies:
| - Klainedoxa buesgenii - Klainedoxa cuprea - Klainedoxa dybowskii - Klainedoxa elliptica - Klainedoxa gabonensis - Klainedoxa grandifolia - Klainedoxa lanceifolia - Klainedoxa lanceolata | - Klainedoxa latifolia - Klainedoxa lecomtei - Klainedoxa longifolia - Klainedoxa macrocarpa - Klainedoxa macrophylla - Klainedoxa microphylla - Klainedoxa mildbraedii - Klainedoxa oblongifolia | - Klainedoxa ovalifolia - Klainedoxa pachyphylla - Klainedoxa sphaerocarpa - Klainedoxa spinosa - Klainedoxa tholloni - Klainedoxa trillesii - Klainedoxa tripyrena - Klainedoxa zenkeri |